# 三溴化锎
三溴化锎是锎的溴化物，化学式 CfBr3。

## 性质
三溴化锎是绿色固体，加热部分分解成二溴化锎（CfBr2）：
{\displaystyle {\ce {2 CfBr3 ->[\Delta T] 2 CfBr2 + Br2}}}
三溴化锎是AlCl3或FeCl3结构的晶体。在前种晶体结构中，锎原子是六配位的，有三个独立的Cf-Br键长279.5 ± 0.9 pm、282.7 ± 1.1 pm和282.8 ± 0.8 pm。
当249Bk衰变成249Cf时，这种锫化合物的晶体结构和氧化态会保留到锎化合物中。氯化铝结构的BkBr3的衰变产物是氯化铝结构的CfBr3，而三溴化钚结构的BkBr3的衰变产物则是先前未知的三溴化钚结构CfBr3。

## 扩展阅读
- Richard G. Haire: Californium （页面存档备份，存于）, in: Lester R. Morss, Norman M. Edelstein, Jean Fuger (Hrsg.): The Chemistry of the Actinide and Transactinide Elements, Springer, Dordrecht 2006; ISBN 1-4020-3555-1, S. 1499–1576 (doi:10.1007/1-4020-3598-5_11).